# دائرة جيجل
دائرة جيجل إحدى دوائر ولاية جيجل الجزائرية . عاصمتها هي بلدية جيجل ,